# Aref Abdul Razzik
Aref Abdul Razzik (ur. 1894, zm. 1944) – dowódca wojskowy podczas arabskiego powstania w Palestynie (1936–1939).

## Dzieciństwo i młodość
Aref urodził się w 1894 w mieście At-Tajjiba w Palestynie, będącej wówczas częścią Imperium Osmańskiego.

## Działalność polityczna
Od najmłodszych lat Razzik był zaangażowany w arabskim ruchu nacjonalistycznym, działającym na rzecz panarabizmu i utworzenia państwa Wielka Syria. Gdy w wyniku I wojny światowej w powstałym brytyjskim Mandacie Palestyny nasiliła się żydowska akcja osiedleńcza, Razzik wyrażał swoje duże niezadowolenie. W maju 1921 wziął udział w zamieszkach w Jafie. W ich konsekwencji został aresztowany i skazany na wiele lat więzienia. Po wyjściu na wolność zaangażował się w działalność arabskich organizacji młodzieżowych powiązanych z sympatykami szejka Izz ad-Din al-Kassama.

## Walka o Palestynę
Gdy w 1936 wybuchło arabskie powstanie w Palestynie, Razzik przyłączył się do powstańców. Bardzo szybko objął dowództwo nad jednym z oddziałów powstańczych, podporządkowanych dowództwu Fauzi al-Kawukdżi. Rejon jego działalności obejmował okolice Tulkarem, Liddę, Ramlę i sięgał po Jafę. Razzik zyskał miano dowódcy, który rozpływał się w powietrzu przed ścigającymi go brytyjskimi siłami bezpieczeństwa. Zyskał wielką popularność, a ludzie śpiewali o nim pieśni. Od 1937 konkurował z Abd al-Rahim al-Hajj Muhammadem o objęcie naczelnego przywództwa nad powstaniem. Rywalizacja konkurencyjnych frakcji toczyła się na obrzeżach Jerozolimy i w okolicach Dżeninu. Po upadku powstania, Razzik wycofał się ze swoimi towarzyszami broni do Syrii, gdzie na początku kwietnia został aresztowany.

## Działalność na emigracji
Dzięki staraniom syryjskich nacjonalistów, Razzik został szybko zwolniony z więzienia i przedostał się do Iraku, gdzie został ochroniarzem wielkiego muftiego Jerozolimy Mohammada Amin al-Husajni. W kwietniu 1941 wziął udział w antybrytyjskim powstaniu irackiego premiera Raszid Ali Al-Gailani. Powstanie zostało stłumione w wyniku brytyjskiej interwencji w maju 1941 (Operacja Sabine). Razzik uciekł wówczas do Syrii, a następnie do Turcji i Bułgarii, gdzie zmarł.